# Champigny-sur-Veude
Champigny-sur-Veude és un municipi francès, situat al departament de l'Indre i Loira i a la regió de Centre – Vall del Loira. L'any 2007 tenia 864 habitants.

## Fills il·lustres
- Michel Lambert (1610-1896) músic.

## Demografia

### Població
El 2007 la població de fet de Champigny-sur-Veude era de 864 persones. Hi havia 389 famílies, de les quals 120 eren unipersonals (40 homes vivint sols i 80 dones vivint soles), 145 parelles sense fills, 96 parelles amb fills i 28 famílies monoparentals amb fills.
La població ha evolucionat segons el següent gràfic:
Habitants censats

### Habitatges
El 2007 hi havia 465 habitatges, 387 eren l'habitatge principal de la família, 51 eren segones residències i 27 estaven desocupats. 448 eren cases i 15 eren apartaments. Dels 387 habitatges principals, 269 estaven ocupats pels seus propietaris, 113 estaven llogats i ocupats pels llogaters i 5 estaven cedits a títol gratuït; 2 tenien una cambra, 15 en tenien dues, 63 en tenien tres, 126 en tenien quatre i 181 en tenien cinc o més. 256 habitatges disposaven pel capbaix d'una plaça de pàrquing. A 175 habitatges hi havia un automòbil i a 170 n'hi havia dos o més.

### Piràmide de població
La piràmide de població per edats i sexe el 2009 era:
| Homes | Edats   | Dones |
| ----- | ------- | ----- |
| 4     | 95 o +  | 0     |
| 0     | 90 a 94 | 0     |
| 0     | 85 a 89 | 8     |
| 16    | 80 a 84 | 8     |
| 12    | 75 a 79 | 40    |
| 32    | 70 a 74 | 32    |
| 24    | 65 a 69 | 32    |
| 12    | 60 a 64 | 16    |
| 32    | 55 a 59 | 20    |
| 24    | 50 a 54 | 48    |
| 16    | 45 a 49 | 24    |
| 32    | 40 a 44 | 24    |
| 52    | 35 a 39 | 28    |
| 28    | 30 a 34 | 12    |
| 28    | 25 a 29 | 24    |
| 28    | 20 a 24 | 24    |
| 20    | 15 a 19 | 20    |
| 28    | 10 a 14 | 36    |
| 12    | 5 a 9   | 16    |
| 44    | 0 a 4   | 16    |

## Economia
El 2007 la població en edat de treballar era de 540 persones, 370 eren actives i 170 eren inactives. De les 370 persones actives 329 estaven ocupades (194 homes i 135 dones) i 40 estaven aturades (13 homes i 27 dones). De les 170 persones inactives 74 estaven jubilades, 39 estaven estudiant i 57 estaven classificades com a «altres inactius».

### Ingressos
El 2009 a Champigny-sur-Veude hi havia 384 unitats fiscals que integraven 884,5 persones, la mediana anual d'ingressos fiscals per persona era de 14.914 €.

### Activitats econòmiques
Dels 42 establiments que hi havia el 2007, 1 era d'una empresa extractiva, 3 d'empreses alimentàries, 5 d'empreses de fabricació d'altres productes industrials, 11 d'empreses de construcció, 5 d'empreses de comerç i reparació d'automòbils, 2 d'empreses de transport, 2 d'empreses d'hostatgeria i restauració, 2 d'empreses d'informació i comunicació, 1 d'una empresa immobiliària, 3 d'empreses de serveis, 4 d'entitats de l'administració pública i 3 d'empreses classificades com a «altres activitats de serveis».
Dels 14 establiments de servei als particulars que hi havia el 2009, 1 era una oficina de correu, 1 paleta, 3 fusteries, 3 lampisteries, 2 electricistes, 1 perruqueria, 2 restaurants i 1 agència immobiliària.
Dels 5 establiments comercials que hi havia el 2009, 1 era una gran superfície de material de bricolatge, 2 fleques, 1 una fleca i 1 una joieria.
L'any 2000 a Champigny-sur-Veude hi havia 21 explotacions agrícoles que ocupaven un total de 945 hectàrees.

## Equipaments sanitaris i escolars
L'únic equipament sanitari que hi havia el 2009 era una farmàcia.
El 2009 hi havia 1 escola maternal integrada dins d'un grup escolar amb les comunes properes formant una escola dispersa i 1 escola elemental integrada dins d'un grup escolar amb les comunes properes formant una escola dispersa.

## Poblacions més properes
El següent diagrama mostra les poblacions més properes.